# Compiègne
Compiègne település Franciaországban, Oise megyében. Lakosainak száma 40 808 fő (2022. január 1.). Compiègne Jaux, Choisy-au-Bac, Clairoix, Lacroix-Saint-Ouen, Margny-lès-Compiègne, Rethondes, Saint-Jean-aux-Bois, Trosly-Breuil, Venette és Vieux-Moulin községekkel határos.

## Látnivalók
Legfontosabb épülete a kastélya, több uralkodó kedvelt lakóhelye, amelyet Kopasz Károly építtetett és XV. Lajos építésze, Gabriel újjáépített. Nem annyira építészetileg jelentős, mint inkább bútorzata, értékes festményei (Oudry, Desportes, Coypel stb.), művészi kincsei és főképpen parkja és a közeli erdő (egykor Cotie Sylva, 14 500 hektárnyi terület) miatt. Érdekes épület még a Jeanne d’Arc-torony (a XIII. századból), a városháza és Jeanne d’Arc emlékszobra.

## Története
Compiègne-ban, a régi Compendiumban már Kopasz Károly alapította a Saint-Corneille apátságot. 833-ban itt fosztották meg trónjától Jámbor Lajost, és 987-ben itt halt ki V. Lajossal a Karoling-dinasztia. A százéves háborúban birtoklásáért angolok, franciák és burgundiaiak többször küzdöttek. 1430-ban itt esett fogságba az orléans-i szűz. XIII. Lajos 1624-ben Svédországgal, 1635-ben Hollandiával itt kötött egyezséget. I. Napóleon ide internálta IV. Károly spanyol királyt és itt találkozott először 1810-ben Mária Lujzával. III. Napóleon korában Compiègne a császári udvar kedvelt lakóhelye volt. A közeli erdőben írták alá 1918-ban Németország, majd 1940-ben Franciaország kapitulációját.

## Népesség
A település népességének változása:
| Lakosok száma | 8000 | 8895 | 12 137 | 14 375 | 17 046 | 18 218 | 40 384 | 39 517 | 40 199 | 40 808 |
|               | 1793 | 1836 | 1861   | 1886   | 1911   | 1946   | 1982   | 2011   | 2017   | 2022   |